# Обтюрація
Обтюра́ція (від лат. obturare — «затуляти, затикати») — забезпечення герметизації каналу ствола при пострілі, тобто створення умов у стволі вогнепальної зброї, при яких порохові гази працюють за призначенням, розширюючись позаду кулі чи снаряда без прориву їх в ту чи іншу сторону, що збільшує ефективність і безпеку застосування зброї.
Завдання обтюрації при пострілі:
- обтюрація кулі (снаряда), що перешкоджає прориву порохових газів між нею і стінками ствола;
- обтюрація казенного (заднього) зрізу ствола в казеннозарядній зброї, що перешкоджає прориву порохових газів у бік стрільця.

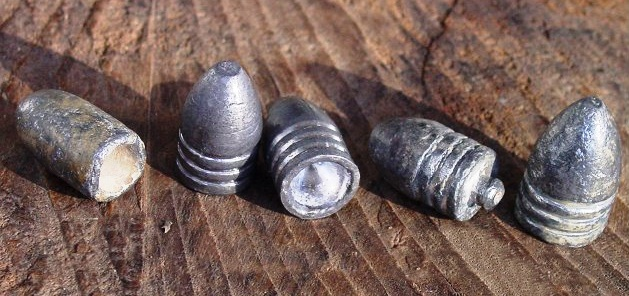
Куля Міньє — куля для дульнозарядних гвинтівок, яка позаду має виїмку, яка забезпечує надійне зчеплення кулі з нарізкою ствола гвинтівки.

## Стрілецька зброя
В епоху гладкоствольних дульнозарядних рушниць, кулі до них навмисно робили меншими за діаметром у порівнянні з калібром ствола, щоб їх можна було легко проштовхнути в ствол при заряджанні, результатом чого був значний прорив газів. Для його зменшення використовували щільні пижі до і після кулі, які, втім, були досить малоефективні і більшою мірою утримували кулю від випадання до пострілу, ніж стримували порохові гази.
Після переходу на заряджання з казенника ця проблема практично зникла, оскільки свинцеві кулі стали робити дещо більшого діаметра в порівнянні з діаметром каналу ствола, а при пострілі вони обжимались, щільно прилягаючи до його стінок. Проте в наш час звичайною свинцевою кулею з гладкоствольної зброї стріляють досить рідко, а багато створених для неї спеціальних куль не здатні забезпечити обтюрацію самостійно, що змушує застосовувати ті ж самі пижі або спеціальні пластикові контейнери. Пиж також абсолютно необхідний при пострілі дробом.